# Sveriges kyrkogårds- och krematorieförbund

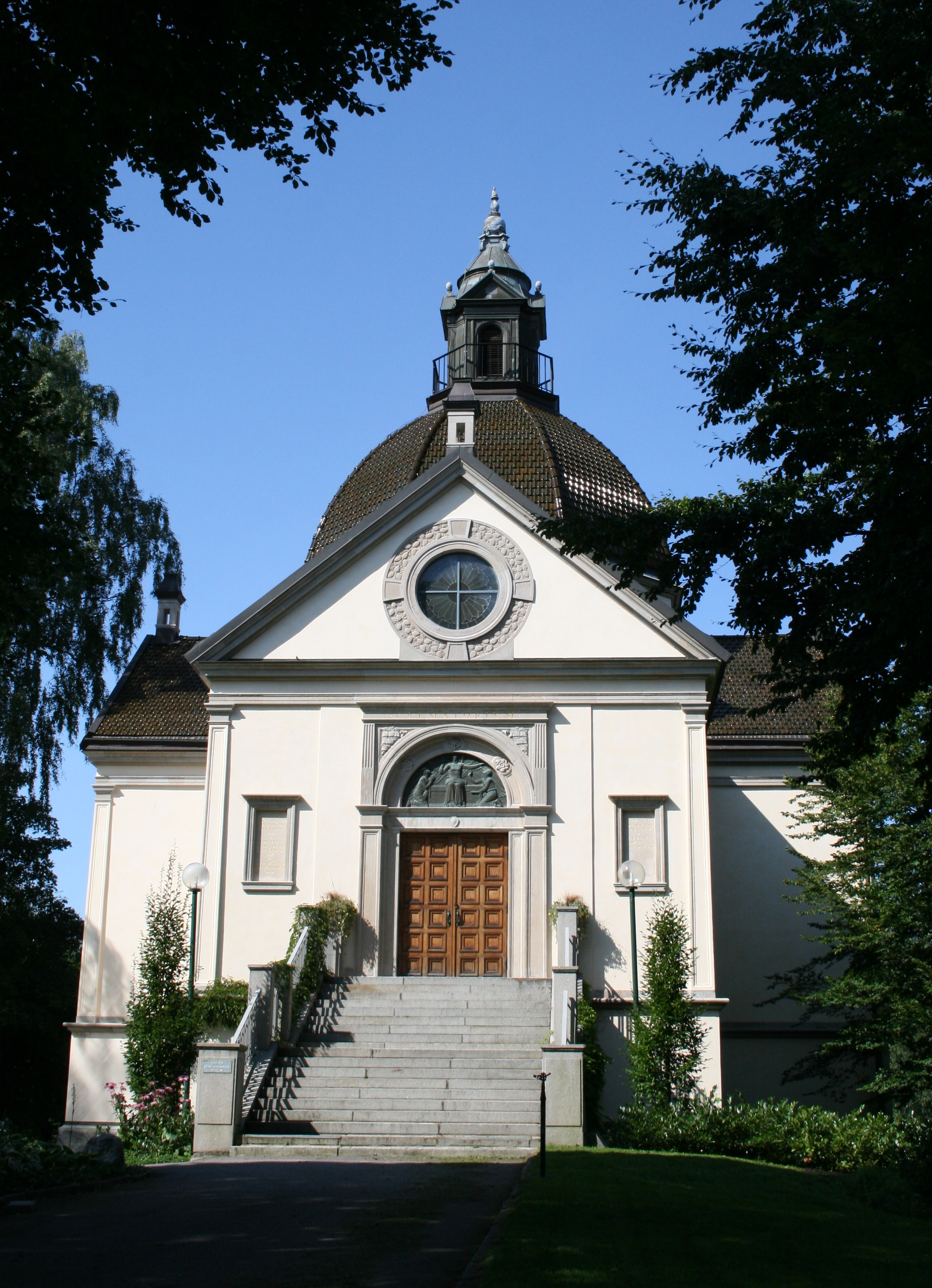
Krematoriet på Norra begravningsplatsen i Stockholm, uppfört 1909. Byggnaden kallas Norra krematoriet, eller Norra kapellet då kremeringar inte längre utförs där.

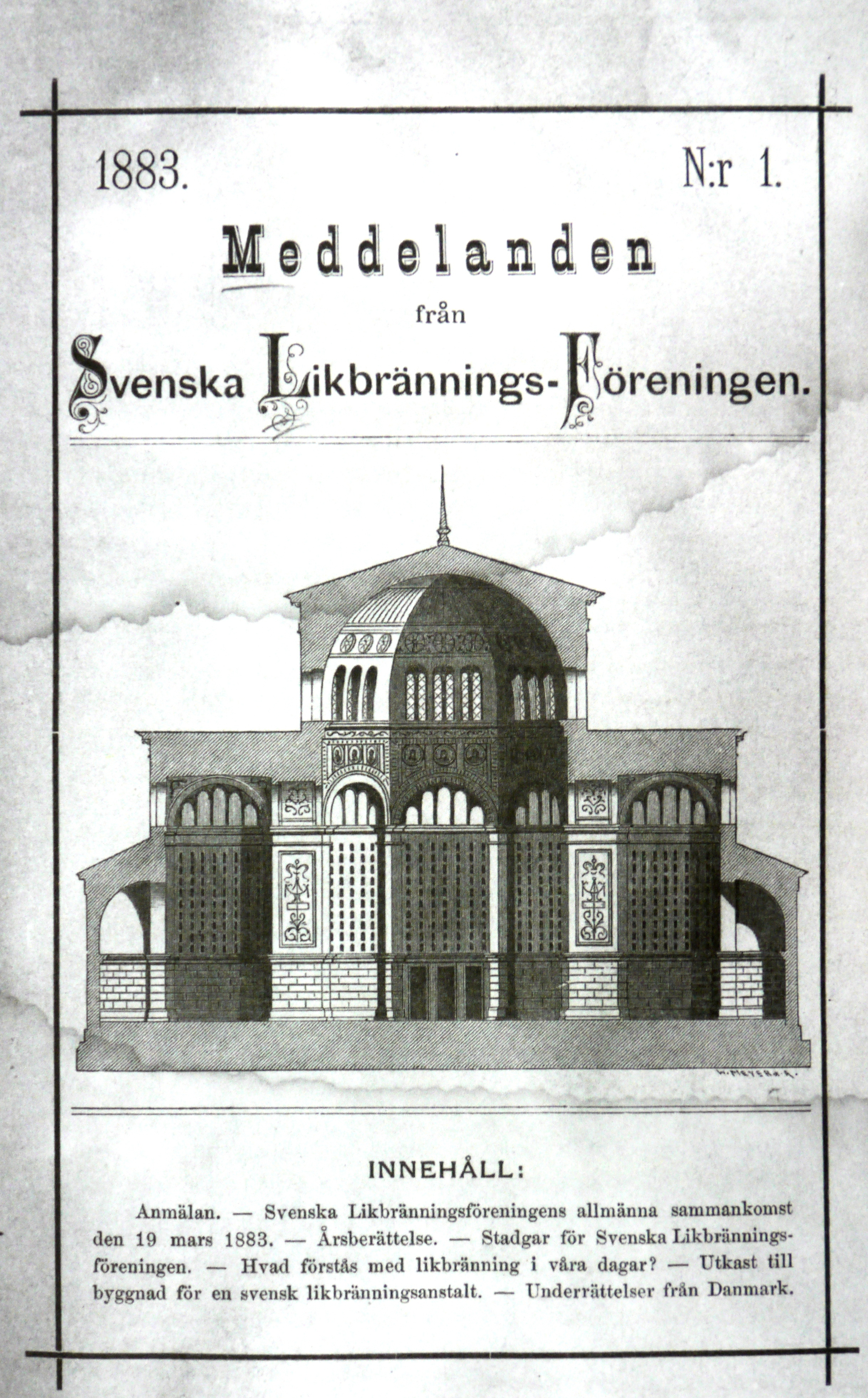
Första utgåvan av föreningens skrift.

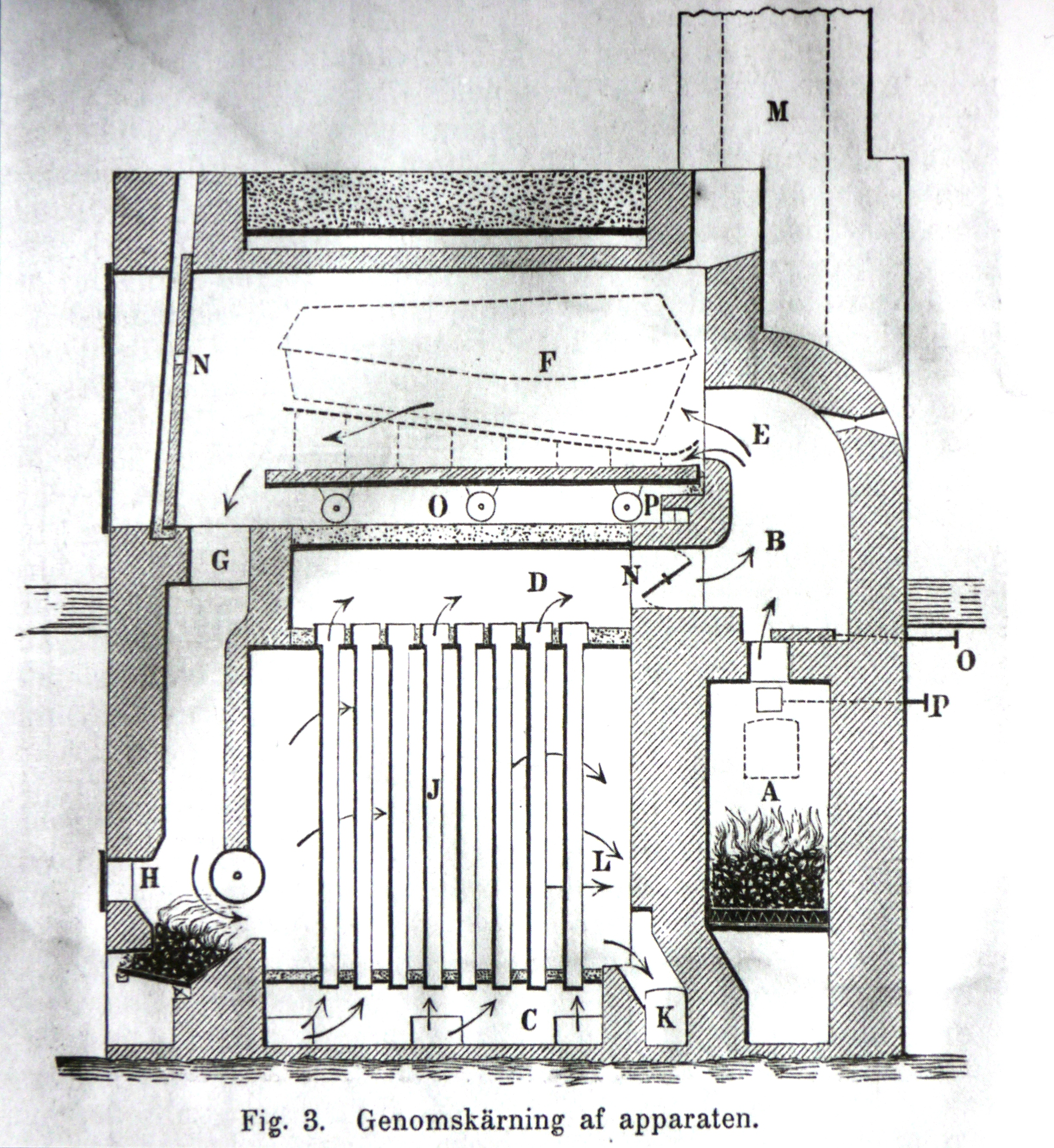
Illustration av en incinerator ur första utgåvan av föreningens skrift.

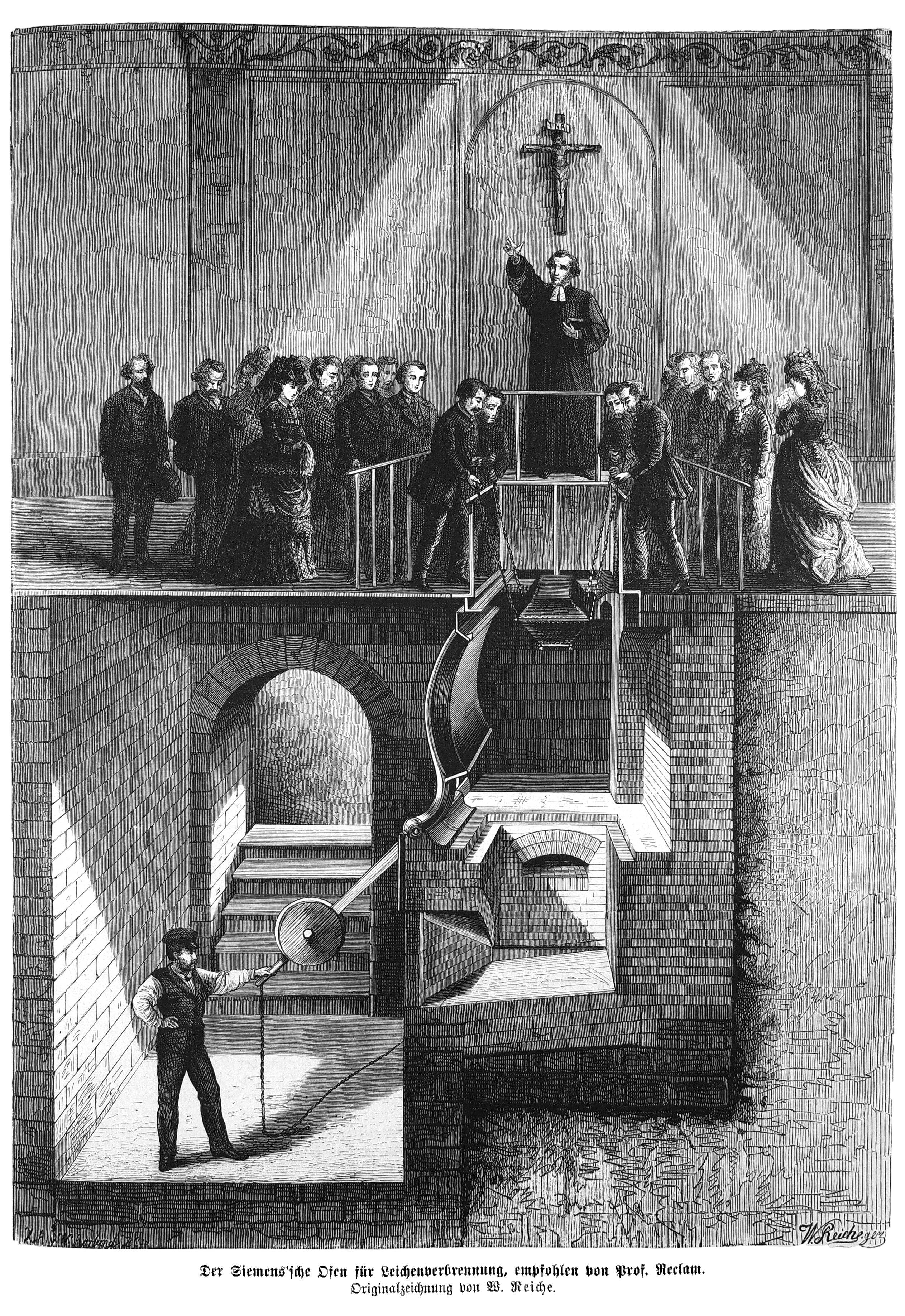
Illustration från 1874 som visar hur en Siemensugn är integrerad.

Statistik över hur andelen avlidna som kremerats ökat mellan 1880 och 2000. (Kalcinering är den process som sker under kremering.)

Sveriges kyrkogårds- och krematorieförbund (SKKF), tidigare Svenska Eldbegängelseföreningen och ännu tidigare Svenska Likbränningsföreningen, är en politiskt och religiöst obunden branschorganisation för begravningsverksamheten i Sverige. Medlemmar i förbundet är huvudmän för begravningsverksamheten. Antalet huvudmän som är medlemmar är 451 (september 2020). De representerar drygt 90 procent av Sveriges befolkning. Den största medlemmen är Stockholms kommun.
Då föreningen bildades 1882 var den en ett uttryck för det sena 1800-talets framväxande av en eldbegängelserörelse, som verkade för användning av kalcinering i dag allmänt kallat för kremering. Som ideell rörelse har den nått framgång på så vis att Sverige i dag är det land som har flest krematorier per capita i Europa.[källa behövs] Internationellt är det flera länder, däribland Japan, USA och Thailand, som har fler. Fram till 1917 var firmanamnet Svenska Likbränningsföreningen, därefter Svenska Eldbegängelseföreningen. Sitt nuvarande namn fick organisationen 1983.

## Verksamhet
Förbundets uppgift är att främja en god begravningsverksamhet och en positiv utveckling av olika tillåtna gravskick i Sverige från etiska, etniska, religiösa, ekologiska och ekonomiska utgångspunkter. SKKF arbetar med begravningsfrågor i stort, såväl jordbegravning som kremering. Utbildning, rådgivning och information riktad till såväl anställda i branschen, förtroendevalda och specialgrupper som till exempel begravningsombud utgör en stor del av verksamheten.
Som branschförbund verkar SKKF för att bevaka sina medlemmars intressen i begravnings- och krematoriefrågor. Främst genom information och utbildning. Men också genom att ta fram utredningar och att agera remissinstans för Staten och Svenska kyrkan i begravningsfrågor. Samt att bevaka och informera medlemmarna om det som är aktuellt i branschen.
SKKF är en del av styrelsen för Nordiska Föreningen för Kyrkogårdskultur, NFKK. Samt en rad andra nationella och internationella organisationer.
Sedan 2013 är f.d. riksdagsdirektör Kathrin Flossing ordförande i SKKF:s styrelse. Verkställande direktör är Jan Olov Andersson. Högsta beslutande organ är Förbundsmötet.

## Tidningen Kyrkogården
SKKF ger ut branschtidningen Kyrkogården. Tidningens rötter går tillbaka till 1883. Sitt nuvarande namn fick den 1984. Tidningen, som utkommer sex gånger per år, bevakar kyrkogårds- och krematoriefrågor i vid mening, med utblickar mot andra delar av begravningsverksamheten. Till det kommer bevakning av kulturarvet på landets begravningsplatser, historia, arkeologi, forskning samt lagstiftningsfrågor, juridik, ekonomi och annat relaterat till begravningsverksamheten. Tidningen står redaktionellt fri från utgivaren, och är inte bunden till vare sig religion eller politik.

## Historik
Svenska Likbränningsföreningen bildades i Stockholm den 31 maj 1882, i Hantverksföreningens lokaler vid Brunkebergstorg, av föreningens förste sekreterare, ingenjör Per Lindell (1842–1902), efter ett föredrag som han hållit i Kungl. Vetenskapsakademiens hörsal. Föreningen verkade initialt för införande av likbränning i Sverige, ett arbete som tog mer än 50 år innan det slog igenom. Lindell hade själv användbara yrkeskunskaper från sitt arbete på Gustavsbergs porslinsfabrik, men också som chef för Lotorps träoljefabrik, som chefredaktör för tidningen Norden, en tidskrift för industriell och teknologisk utveckling och som redaktör för Tidning för arbetsskolor och hemslöjd, Tidning för patent- och varumärken och Leveranstidningen.
Frivillig likbränning var det uttryck som föreningen använde sig av i sin information. Efter att föreningen ansökt till flera instanser gick frågan till sist till Högsta domstolen som fastställde att frivillig likbränning var förenligt med rådande lagstiftning i Sverige 1888, förutsatt att kalcinet, i vardagligt tal kallat aska, nedsattes i vigd jord. Romersk-katolska kyrkan i Europa skapade samtidigt ett förbud mot likbränning som upphävdes först 1964. Från början användes nybildade ord som kremering och krematorium bara internt inom föreningen. Uttrycken kom med i svenska ordlistorna 1883 respektive 1936. År 1917 ändrade föreningen namn till Svenska eldbegängelseföreningen. Eldbegängelse beskrevs vid den här tiden som ett sätt att medelst eld eller stark upphettning förvandla den döda människokroppen till aska, utan att flammor kommer i direkt beröring med kroppen.
I början av 1930-talet hade det bildats mer än 60 lokalavdelningar över landet, men uppslutningen hos folket var lågt. Fram till 1929 hade föreningen byggt fem likbränningsanstalter. År 1930 invigdes i Luleå den första anstalten bekostad av kyrkliga medel. Domprosten i Luleå, John Hanson (1877–1941), var initiativtagare och aktiv föredragshållare i föreningen. Han blev en nyckelperson i utvecklingen av relationerna mellan Svenska kyrkan och föreningen. Totalt byggdes det 18 anstalter under 1930-talet. Kyrkans delaktighet och införandet av nybildade termer som krematorium gjorde att idén om likbränning etablerades även bland mindre bemedlade i mitten av 1900-talet. Fram till dess var frågan om eldbegängelse vanligen en stridsfråga för borgarkretsar.